# Desastre do Rápido do Algarve
O Desastre do Rápido do Algarve foi um acidente ferroviário no concelho de Odemira, em Portugal, ocorrido em 13 de Setembro de 1954. Um comboio de passageiros descarrilou entre Pereiras e Santa Clara-Sabóia, na Linha do Sul, provocando 34 mortos e um igual número de feridos.

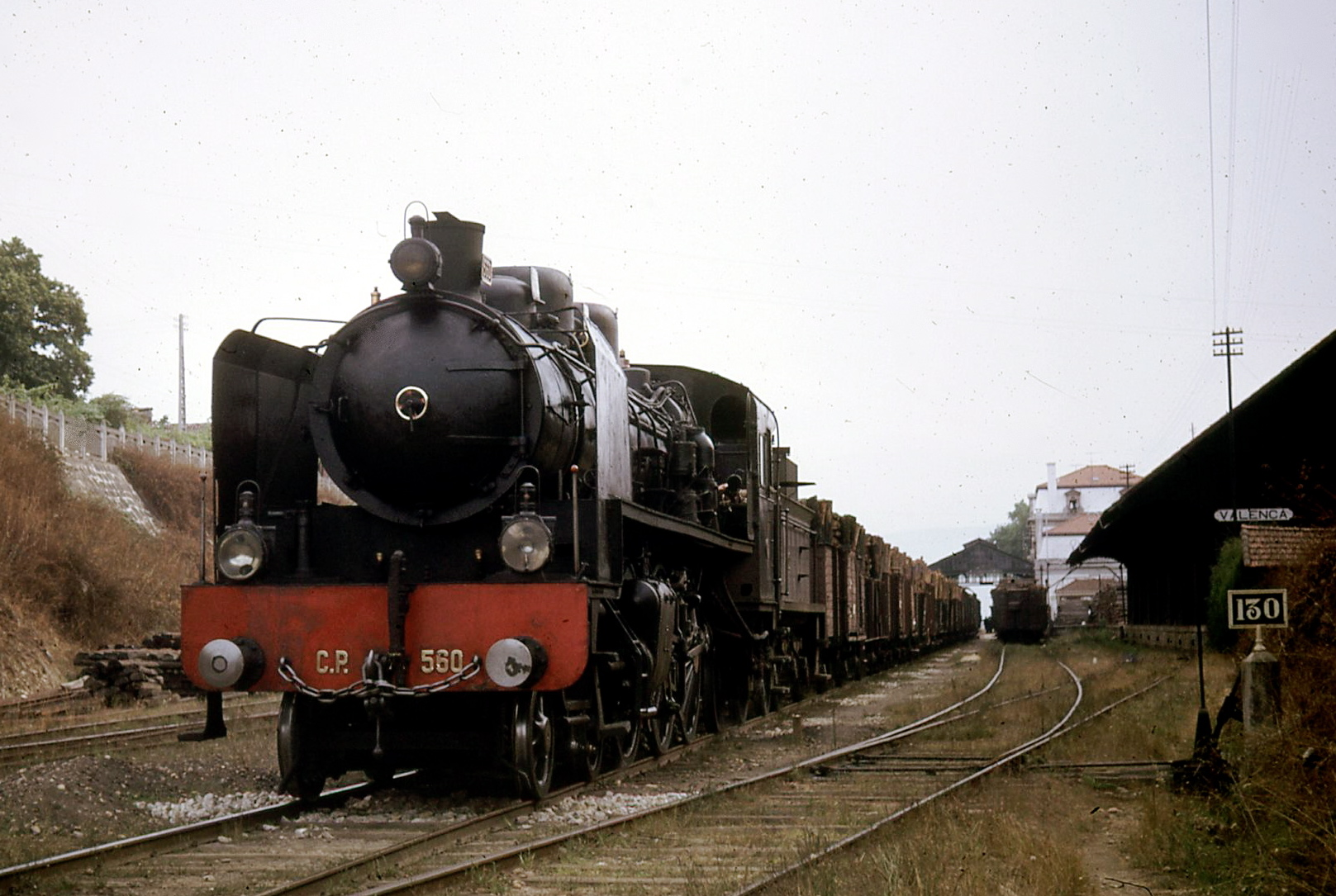
Locomotiva 560, da mesma série da envolvida no acidente, na Estação de Valença, em 1970.

## Contexto
O comboio envolvido no acidente era o serviço expresso n.º 8012 da Companhia dos Caminhos de Ferro Portugueses, conhecido como Rápido do Algarve, e constituído pela locomotiva a vapor 559 e o correspondente tender, seguidos pelo furgão, três carruagens de terceira classe (números 1002, 1008 e 1003), uma carruagem restaurante (851), e na cauda duas carruagens de primeira classe (808 e 805). Todas as carruagens eram metálicas, tendo sido construídas nos Estados Unidos da América pela empresa Budd Company.
O comboio saiu de Vila Real de Santo António às 13 horas e 16 minutos, sendo a hora prevista de chegada ao Barreiro às 20 horas e 36 minutos. De acordo com o jornal O Século, o comboio ficou totalmente completo à partida de Tunes, embora ainda tenham embarcado passageiros em São Bartolomeu de Messines e São Marcos da Serra. Com efeito, calculou-se que só na primeira carruagem de terceira classe viajavam 120 pessoas, um número muito superior à lotação. Grande parte dos passageiros eram jovens veraneantes que regressavam do Algarve.

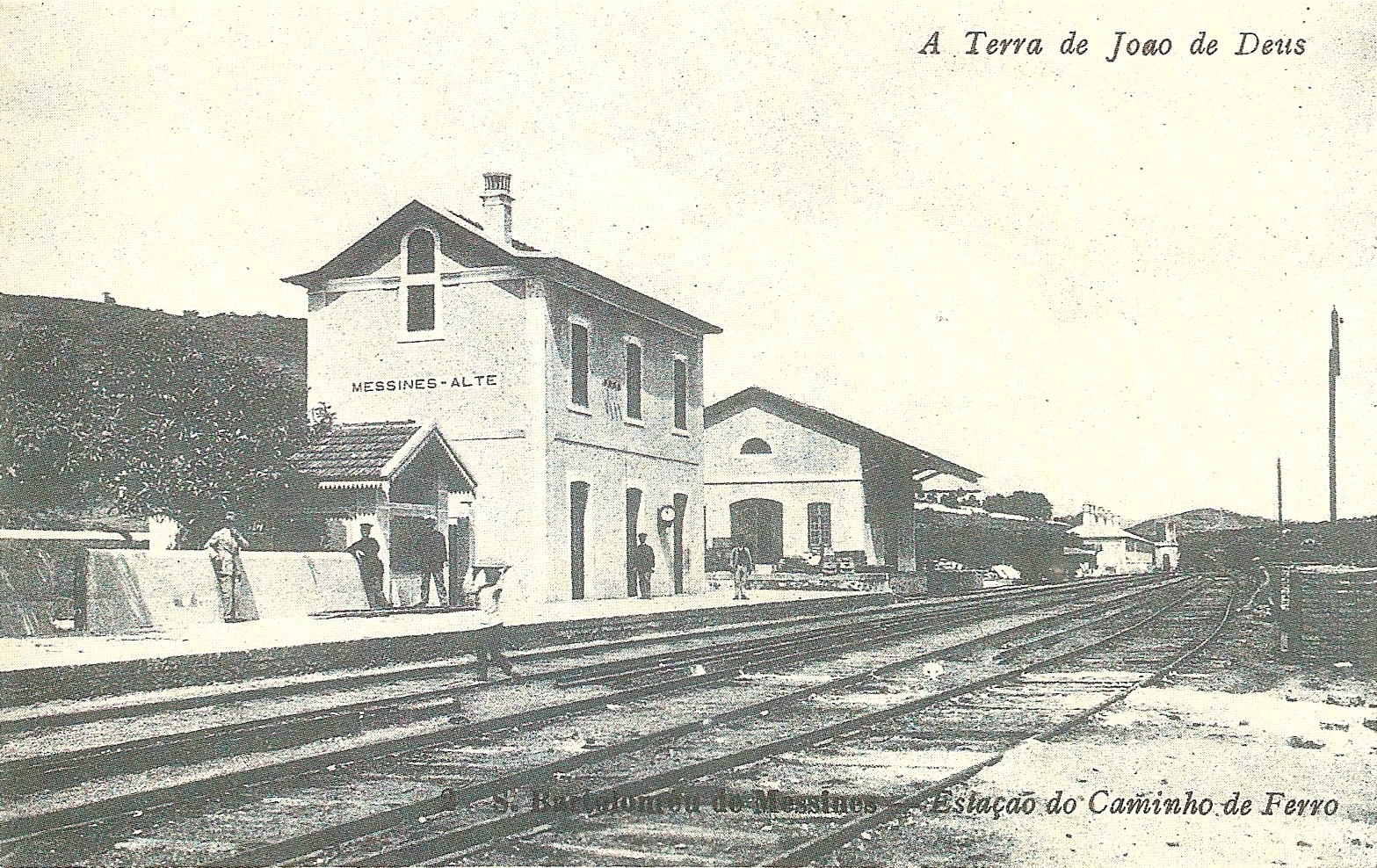
Estação Ferroviária de Messines-Alte, na Década de 1920.

## Acidente
A composição descarrilou no quilómetro 261,427.70 da Linha do Sul, quando um dos carris da via se partiu à sua passagem, num ponto em que corria em curva numa trincheira, junto à Ribeira de Lobata. Este local situa-se a cerca de quatro quilómetros da Estação de Santa Clara-Sabóia e três do Apeadeiro de Pereiras. A locomotiva galgou a via e caiu para a vala entre a linha e a parede da trincheira, arrastando consigo o tender, o furgão e a primeira carruagem de terceira classe, imobilizando-se em seguida. Devido à travagem brusca, a segunda carruagem de terceira classe penetrou na carruagem caída, destruindo metade desta. A terceira carruagem também descarrilou, mas manteve-se na plataforma da via, enquanto que o resto da composição não chegou a descarrilar.

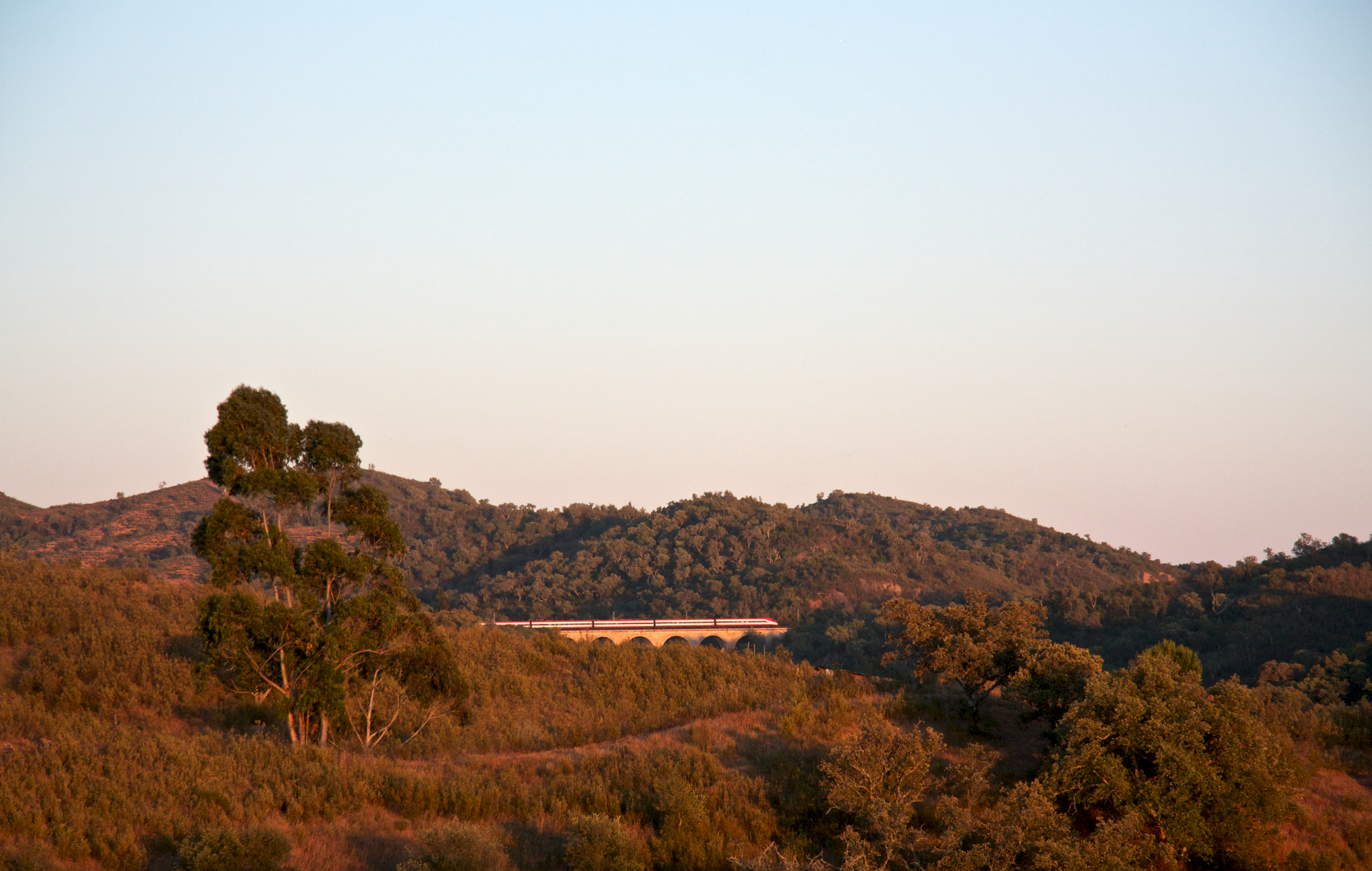
Comboio Alfa Pendular a circular pela Ponte de Mouratos, junto a Pereiras-Gare, em 2013. Este lanço da Linha do Sul situa-se numa zona montanhosa, onde a linha férrea corre frequentemente ao lado de profundos vales.

## Apoio às vítimas e rescaldo
Os primeiros socorros às vítimas foram feitos pelos próprios passageiros, que incluiam o médico cirurgião Dr. Baltê, três quintanistas de medicina e uma enfermeira. Um outro passageiro, o Dr. António Rocheta, foi até ao Apeadeiro de Pereiras para dar o alerta, tendo no regresso começado também a tratar dos feridos. Os revisores e outros passageiros seguiram também a pé até ao apeadeiro de Pereiras e à estação de Santa Clara-a-Velha para pedir socorros. Dois sacerdotes que iam a bordo do comboio também ajudaram a dar apoio aos feridos e absolvição aos moribundos. O acidente deu-se numa zona serrana, de terreno difícil e reduzida densidade populacional, o que complicou o socorro às vítimas do acidente. Apesar dos problemas de acesso, várias dezenas de automóveis e autocarros conseguiram chegar ao local. Também chegaram três comboios de socorro, vindos de Beja, da Funcheira e de Faro, este último transportando o Dr. Arnaldo Vilhena e o enfermeiro José Roque. Ainda no mesmo dia os feridos foram transportados noutro comboio até Beja, onde deram entrada no hospital desta cidade. Um outro comboio saiu da Beja com destino ao local do acidente, no sentido de transportar os corpos das vítimas mortais que já tinham sido removidos dos destroços até à estação de Santa Clara-a-Velha, que foi transformada numa casa mortuária provisória, para as famílias identificarem os cadáveres . Outros dois feridos foram tratados no Hospital de Portimão. Ao local acorreram os médicos das localidades vizinhas, de Santa Clara-a-Velha, Sabóia e São Martinho das Amoreiras, e o Governador Civil de Beja, que nessa altura estava em Odemira, tendo sido o primeiro responsável pela organização dos socorros às vítimas. Também ali estiveram os Bombeiros Municipais do Barreiro, vários elementos da Guarda Nacional Republicana, vindos de Sabóia, Colos e Aljustrel, além de um grupo de praças de Beja, comandado pelo sargento António Martins, e uma força da Polícia de Segurança Pública vinda do Algarve. Para o local também se dirigiu um grupo de trabalhadores da Companhia dos Caminhos de Ferro Portugueses, principalmente compostos por descarregadores.
Os trabalhos de desencarceramento dos feridos e vítimas mortais duraram toda a noite do dia 13 para 14, tendo sido descritos pelo Diário de Notícias: «Por entre os ferros torcidos e as madeiras partidas, os homens das brigadas de serviço moviam-se como fantasmas, à luz de archotes. […] à procura e recolha de corpos e despojos dos malogrados passageiros». Ao mesmo tempo, cerca de uma centena de operários construíram uma via férrea provisória com cerca de duzentos metros ao lado do local do acidente, no sentido de retomar a circulação dos comboios. Esta foi terminada por volta das 14 horas do dia seguinte, embora dois dos comboios que a utilizaram tenham descarrilado, sem gravidade.
Um dos fogueiros do comboio, Joaquim Zeferino, apenas ficou ligeiramente ferido, enquanto que o outro, Joaquim Goes, teve de ser transportado para Beja. O chefe-maquinista e o maquinista ficaram ambos ilesos. A circulação neste lanço da Linha do Sul foi oficialmente reestabelecida às 13 horas do dia seguinte.  Neste dia, alguns dos feridos mais graves foram levados para o Hospital de São José, em Lisboa, em ambulâncias da Cuz Vermelha e dos Bombeiros Voluntários de Beja. Entre os passageiros mais destacados do comboio encontravam-se Albano da Silva Pestana, responsável pelo Arquivo Fotográfico do Museu Nacional de Arte Antiga, e o jogador de futebol Francisco Coelho, tendo ambos falecido no acidente, e o árbitro de futebol Inocêncio Calabote e o astrólogo J. Rabestana (Joaquim António Abrantes), que sobreviveram.
O fogueiro do comboio, Joaquim Goes, foi entrevistado pelo jornal Diário de Lisboa no Hospital de Beja:
| “ | —Como se deu o desastre? —Olhe, nem sei, pois foi tudo tão rápido, tão confuso... —Não se aperceberam do que se ía passar? —Não. O maquinista, quando sentiu o comboio «fugir-lhe», deitou a mão ao manípulo, mas já nada pôde fazer, apesar de irmos a uma velocidade superior a 45 kms., por hora, segundo os meus cálculos. [...] Só ouvi aquele ruido enorme, a confusão de madeira e ferro que se quebravam e contorciam, num fragor indescritivel. Parecia que tinha rebentado uma bomba. Ainda pensei que a caldeira, que levava uma pressão de 13 quilos, ia explodir. [...] Só sei que fiquei com a cabeça entalada contra o talude, do lado esquerdo da via férrea, para onde a máquina tombara, entre o esguichar do vapor e os gritos que então se levantavam do comboio. Fiquei quase inconsciente e foi o maquinista que nos ajudou a sair da critica situação em que nos encontravamos. Lembro-me de ter sido conduzido para umas terras próximas e ver, entre nóvoas, o espectáculo alucinante de dezenas e dezenas de pessoas a fugirem dos escombros, espavoridas. Assim fiquei até ser transportado aqui para Beja. —O desastre deu-se numa curva? —Sim. Foi numa curva e creio que o comboio descarrilou devido ao mau estado do carril. | ” |

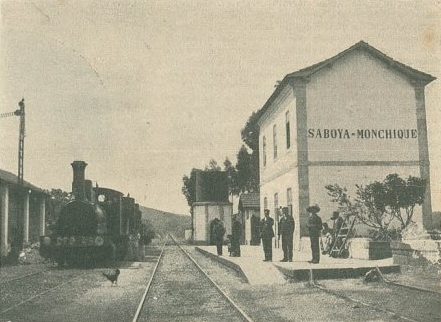
Estação Ferroviária de Santa Clara-Sabóia nos princípios do século XX, sendo então conhecida como Saboya-Monchique.

## Inquérito
Em 14 de Setembro, os engenheiros Garcia, Belém Ferreira e Alves Ribeiro já tinham sido destacados pela Companhia dos Caminhos de Ferro Portugueses para iniciarem os inquéritos sobre o acidente. Os resultados do inquérito oficial foram conhecidos através de uma nota oficiosa do Ministério das Comunicações, em Outubro do mesmo ano. Apurou-se que o acidente se deveu principalmente às condições de desgaste intenso observadas tanto nos verdugos das rodas da locomotiva, como nos carris no local. Para o acidente, contribuíram ainda circunstâncias como a configuração da curva naquele ponto, a velocidade da composição, que, apesar de se apresentar abaixo do limite de sessenta quilómetros por hora estabelecido para o local, ainda assim era demasiado elevado para a curva em questão, e vários defeitos no material circulante, especialmente a forma como os bogies se encontravam fixos às caixas das carruagens. Com efeito, a maioria dos sobreviventes atribuíram o acidente a excesso de velocidade, embora outros tenham criticado o estado da via férrea no local.
Este acidente causou um grande impacto no país, devido às suas dimensões, tendo sido coberto pela imprensa nacional ao longo de vários dias. O número oficial de mortos foi de trinta e quatro, embora este número possa ter sido muito maior. Devido à censura do regime, os números anunciados pela imprensa no dia seguinte não foram superiores a este número, tendo o jornal O Século apresentado uma cifra de dezassete mortos e vinte feridos, o Diário de Notícias relatou apenas quinze vítimas mortais e mais de vinte feridos, enquanto que o Diário de Lisboa, calculou que o acidente tinha provocado trinta e quatro vítimas mortais, e um igual número de feridos.